# 久慈広域連合消防本部
久慈広域連合消防本部（くじこういきれんごうしょうぼうほんぶ）は、岩手県の久慈市、洋野町、野田村、普代村が共同で設置した消防部局（消防本部）。

## 概要
2018年（平成30年）4月1日現在、以下のようになっている。

### 消防本部、各消防署・分署の所在地
- 消防本部・久慈消防署 : 岩手県久慈市長内町第29地割21番地1
  - 久慈消防署山形分署 : 岩手県久慈市山形町川井第8地割31番地
  - 久慈消防署普代分署 : 岩手県下閉伊郡普代村第10地割字羅賀8番地2
  - 久慈消防署野田分署 : 岩手県九戸郡野田村大字野田第25地割61番地1
- 洋野消防署 : 岩手県九戸郡洋野町種市第23地割86番地1
  - 洋野消防署大野分署 : 岩手県九戸郡洋野町大野第8地割15番地

### 職員数
- 合計 : 143人
  - 消防本部 : 15人
    - 久慈消防署 : 45人
      - 山形分署 : 15人
      - 普代分署 : 15人
      - 野田分署 : 15人

    - 洋野消防署 : 23人
      - 大野分署 : 15人

### 管内の情報
- 管内の面積 : 1,076.88 km2
- 管内の人口 : 59,357人
- 管内の世帯数 : 25,209世帯

### 消防車両
- 消防ポンプ自動車 : 1台
- 水槽付消防ポンプ自動車 : 8台
- 水槽車 : 1台
- 化学消防車 : 2台
- はしご付消防自動車 : 1台
- 拠点機能形成車両 : 1台
- 救助工作車 : 1台
- 高規格救急車 : 8台
- その他車両 : 13台

## 組織

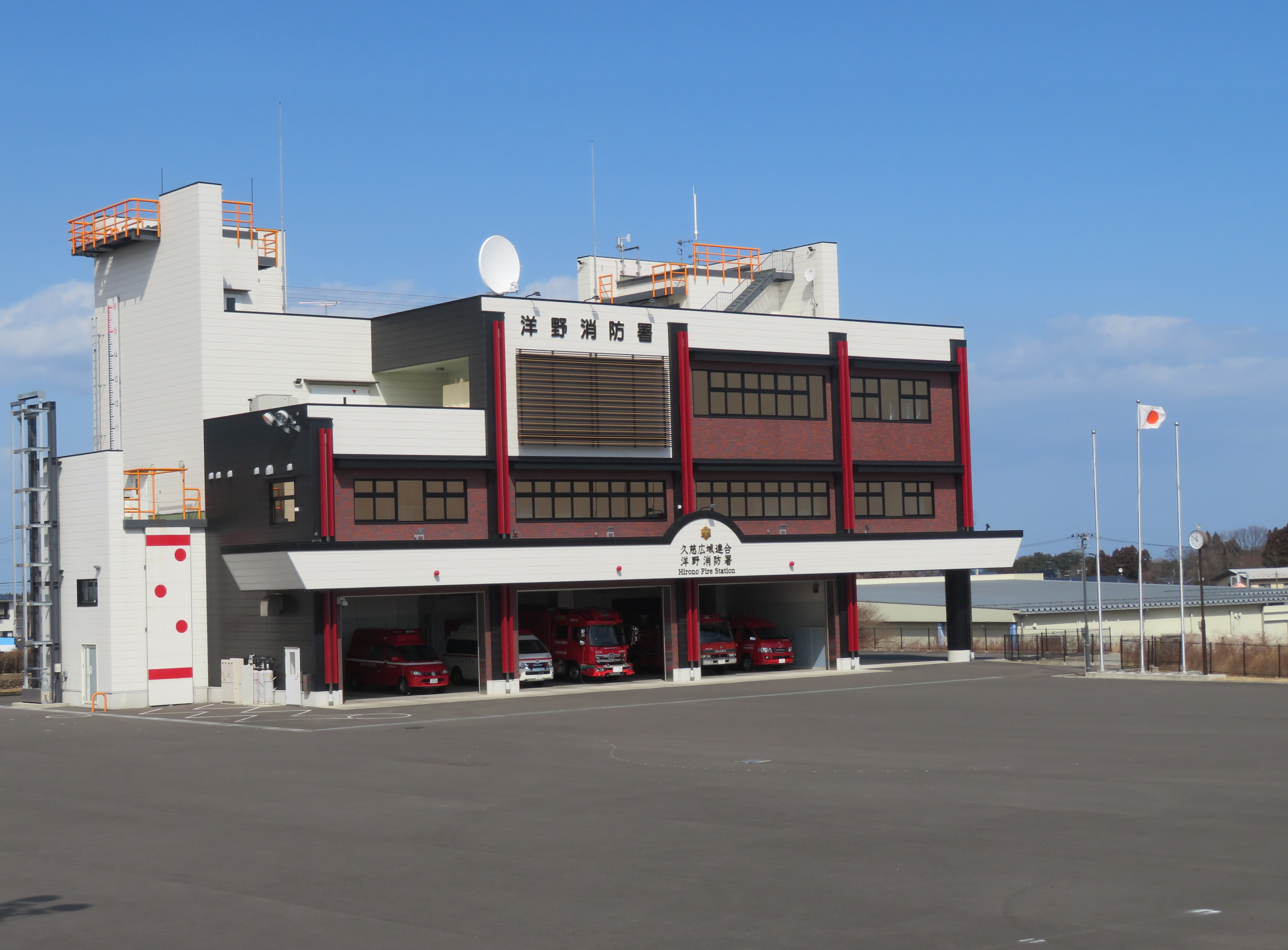
洋野消防署
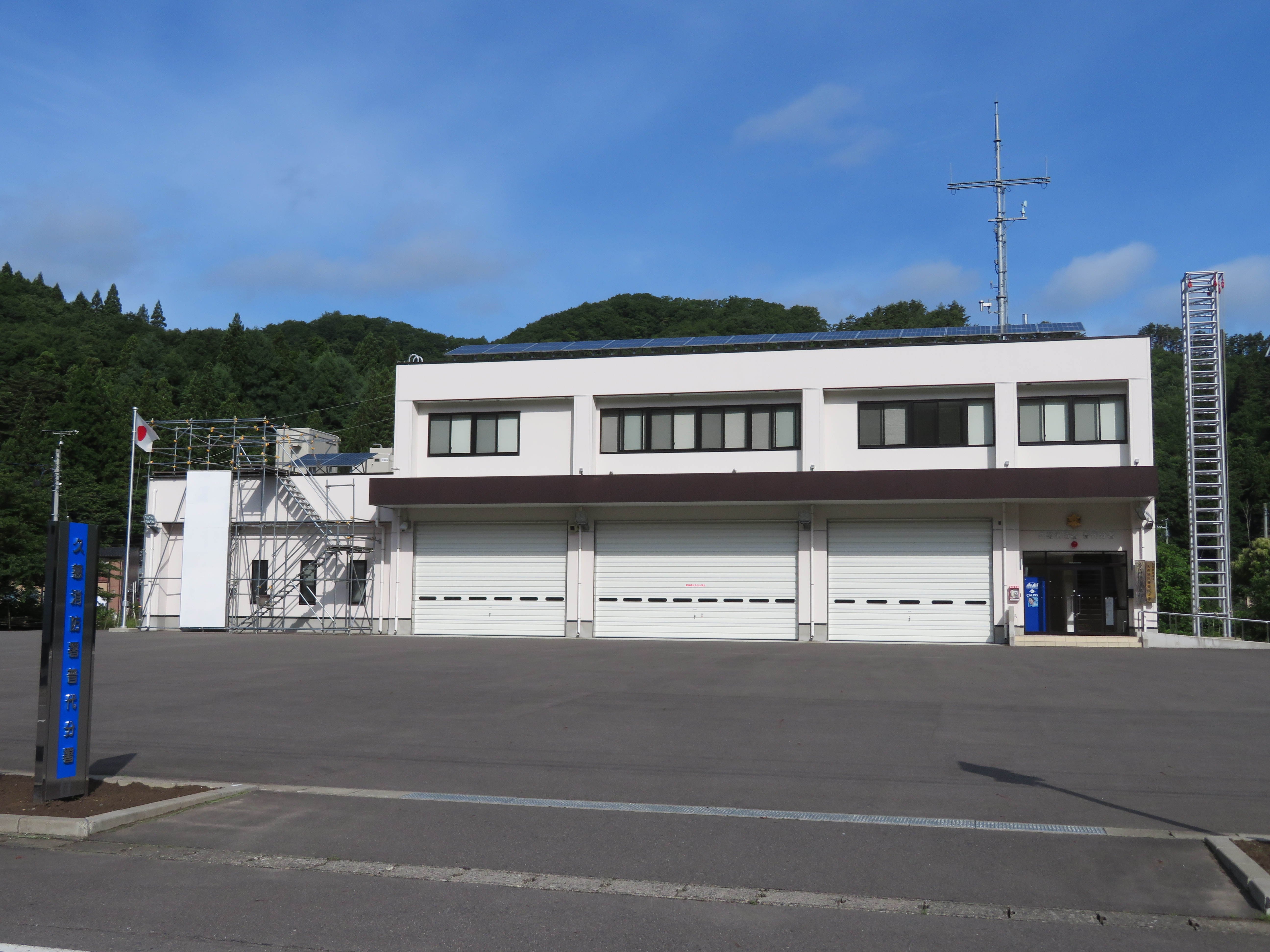
久慈消防署普代分署

- 消防長
  - 消防次長
    - 総務予防課
      - 総務係
      - 予防保安係

    - 消防課
      - 消防係
      - 第1通信指令係
      - 第2通信指令係

    - 久慈消防署
      - 庶務係
      - 警防係
      - 予防係
      - 分署（山形・普代・野田）
        - 第1係
        - 第2係

    - 洋野消防署
      - 庶務係
      - 警防係
      - 予防係
      - 大野分署
        - 第1係
        - 第2係

- 洋野消防署
- 久慈消防署普代分署

## 沿革
- 1972年（昭和47年）8月1日 - 久慈地区広域行政事務組合消防本部（前身）が発足する。
- 1973年（昭和48年）
  - 2月 - 10日に野田村、13日に種市町での業務が開始される。
  - 4月 - 14日に普代村、16日に山形村、18日に大野村での業務が開始される。
- 1983年（昭和58年）3月 - 消防庁長官表情旗を授与される。
- 1984年（昭和59年）12月 - 広域消防計画を策定する。
- 1986年（昭和61年）11月 - 消防音楽隊を結成する。
- 2006年（平成18年）
  - 1月1日 - 種市町と大野村が合併し、洋野町となり、管轄する市町村が1市1町3村となる。
  - 3月6日 - 久慈市と山形村が合併し、管轄する市町村が1市1町2村となる。
- 2008年（平成20年）4月1日 - 久慈地区広域行政事務組合が解散し、久慈広域連合と統合する。久慈広域連合消防本部となる。
- 2011年（平成23年）
  - 3月11日 - 東北地方太平洋沖地震（東日本大震災）が発生し、野田分署が大規模半壊及び通信設備に被害が起きた。この災害で消防団員3人が殉職し、緊急消防応援隊・県内消防相互応援隊の応援を受ける。
  - 10月 - 東日本大震災の消防活動に対し、全国消防長会会長表彰を受賞。
  - 11月 - 東日本大震災の消防活動に対し、総務大臣表彰を受賞。
- 2012年（平成24年）
  - 2月 - 野田分署庁舎の修繕が完了。
  - 3月 - 東日本大震災の消防活動に対し、岩手県知事表彰、岩手県消防協会総裁・会長表彰を受賞。
- 2012年（平成24年）
  - 3月 - 高機能消防指令センターの運用を開始。
  - 9月 - 東日本大震災の消防活動に対し、内閣総理大臣表彰を受賞。
- 2013年（平成25年）3月 - 消防救急デジタル無線が開局。